# Tykocin
Tykocinⓘ (em latim: Tykocien, em hebraico: Tiktin, Tyktin, Tuktin, Tikoczin, Tykoczyn) é um município no nordeste da Polônia. Pertence à voivodia da Podláquia, no condado de Białystok. É a sede da comuna urbano-rural de Tykocin, situado na Bacia do Biebrza, no rio Narew, a oeste de Białystok.
Tykocin era frequentemente visitado por reis e príncipes poloneses. Inúmeros monumentos históricos e, sobretudo, a disposição espacial original preservada da cidade, com a fronteira da parte judaica e a sinagoga original (museu) ainda hoje visível, tornam a cidade um destino popular para turistas da Polônia e do exterior.
Historicamente, Tykocin estava situado na fronteira de Mazóvia e Podláquia. Uma cidade privada, mais tarde real, estava situada na Terra de Bielsko, da voivodia da Podláquia. Até 1950, foi a sede da comuna de Stelmachowo. Nos anos 1975–1998 estava na voivodia de Białystok. Tykocin tem ligações rodoviárias com Knyszyn, Białystok e Sokoły.
Estende-se por uma área de 29,0 km², com 1 828 habitantes, segundo o censo de 31 de dezembro de 2024, com uma densidade populacional de 63 hab./km².

## História

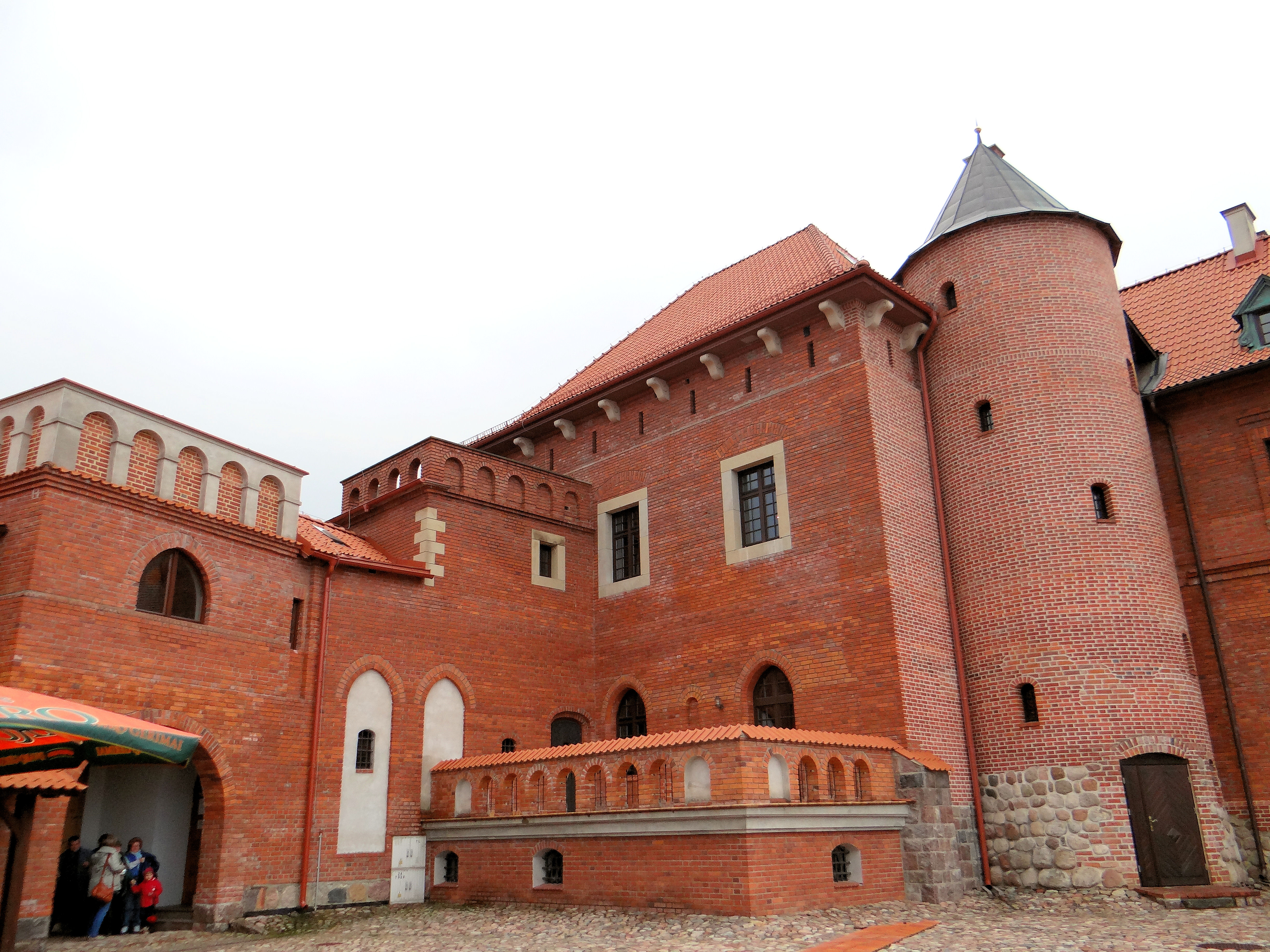
Castelo em Tykocin

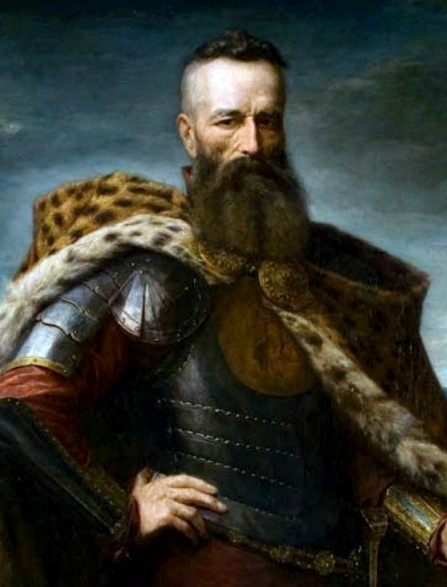
Hetman Stefan Czarniecki proprietário de Tykocin

Os primórdios de Tykocin estão relacionados com a fortaleza da Mazóvia, localizada a cerca de 3 km ao sul da cidade atual, cujos restos são preservados perto da vila de Sierki e coloquialmente conhecido como “Castelo”. Entre os séculos XI e XIV foi um reduto mazoviano da ordem castelânia com um assentamento fundado próximo à fortaleza. Conforme a pesquisa dos historiadores, Tykocin foi construída no local da travessia do rio Narew para encurtar a rota comercial que vai de Połock e Vilnius em direção a Poznań e Cracóvia. Desenvolveu-se a partir de um assentamento suburbano na fronteira da Mazóvia e o Grão-Ducado da Lituânia, na onda de colonização polonesa da Mazóvia e como resultado do desenvolvimento do comércio no século XIV entre a Coroa do Reino da Polônia e o Grão-Ducado da Lituânia.
Inicialmente, Tykocin pertencia à Terra de Wisła, onde era a sede do condado. Em 1425, Tykocin recebeu os direitos de cidade pelo príncipe mazoviano Janusz I, o Velho, com base na lei de Chełmno. O primeiro prefeito foi Piotr de Gumowo. Após a segunda transição sob o domínio lituano, Tykocin tornou-se o centro de vastas propriedades e a sede podláquia da poderosa família lituana Gasztołd. Após a morte sem filhos do último membro da família — Stanisław Gasztołd, os bens não foram transferidos para a viúva Bárbara Gasztołdowa de Radziwiłł sob a lei da Coroa do Reino da Polônia, mas sob a lei lituana — para o rei Sigismundo, o Velho, graças ao magnata lituano Jan Hlebowicz que competiu com a família Radziwiłł pelo poder no Grão-Ducado da Lituânia.
No final da vida de Sigismundo II Augusto, Tykocin tornou-se o centro e sede das propriedades reais na Podláquia. Na fortaleza de Tykocin, estavam localizados o arsenal da República da Polônia e o tesouro (entre outros, as famosas tapeçarias e a biblioteca do rei Sigismundo II Augusto). Após o fim da dinastia jaguelônica em 1572, Tykocin, com Knyszyn e Wasilków, tornou-se uma propriedade real (administrada pelo starosta e
uma área de silvicultura), permanecendo assim até 1661, quando Stefan Czarniecki a recebeu como propriedade hereditária por uma resolução do Sejm de Varsóvia por seus serviços à República da Polônia.
Czarniecki reconstruiu o castelo, destruído durante o dilúvio sueco, e ali colocou seu tesouro pessoal, acumulando bens consideráveis, o que fez de suas filhas uma das melhores herdeiras da República. Através do casamento das filhas do hetman, Tykocin tornou-se propriedade da família Gryfit Branicki. A família Branicki criou o condado de Tykocin e Tykocin tornou-se o centro de suas propriedades na Podláquia. Após um incêndio e a destruição da guerra civil sobre a sucessão entre o Saxão e Estanislau Leszczyński no século XVIII, Tykocin foi completamente reconstruída em estilo barroco.
Durante as partições, Tykocin esteve inicialmente sob o domínio da Prússia. Durante este período, Izabela Branicka vendeu sua propriedade na Podláquia ao governo prussiano, deixando para si a propriedade da família Gryfit Branicki na Pequena Polônia. No entanto, ela foi enterrada em Białystok. Os prussianos construíram uma parte da praça da sinagoga, mas não concluíram a reconstrução da cidade, pois após os Tratados de Tilsit em 1807, Tykocin tornou-se parte do Ducado de Varsóvia e em 1815, estava nas fronteiras da Polônia do Congresso, onde permaneceu até 1918.
Após a Segunda Guerra Mundial, perdeu seus direitos municipais devido a danos sofridos e os recuperou em 1993.
Linha do tempo

Mapa de Tykocin e arredores (ca. 1790)

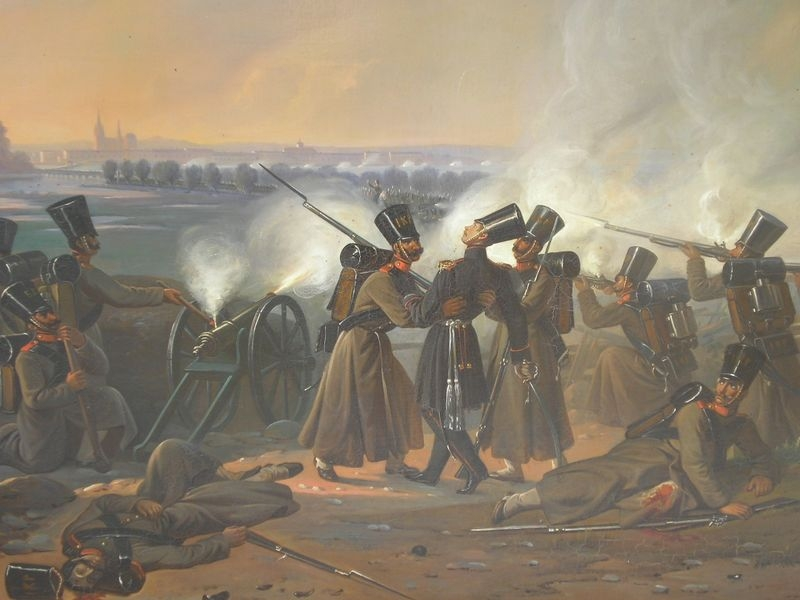
Batalha de Tykocin em 1831. Soldados finlandeses (a serviço do czar) resgatam um tenente ferido. Pintura de Robert Wilhelm Ekman

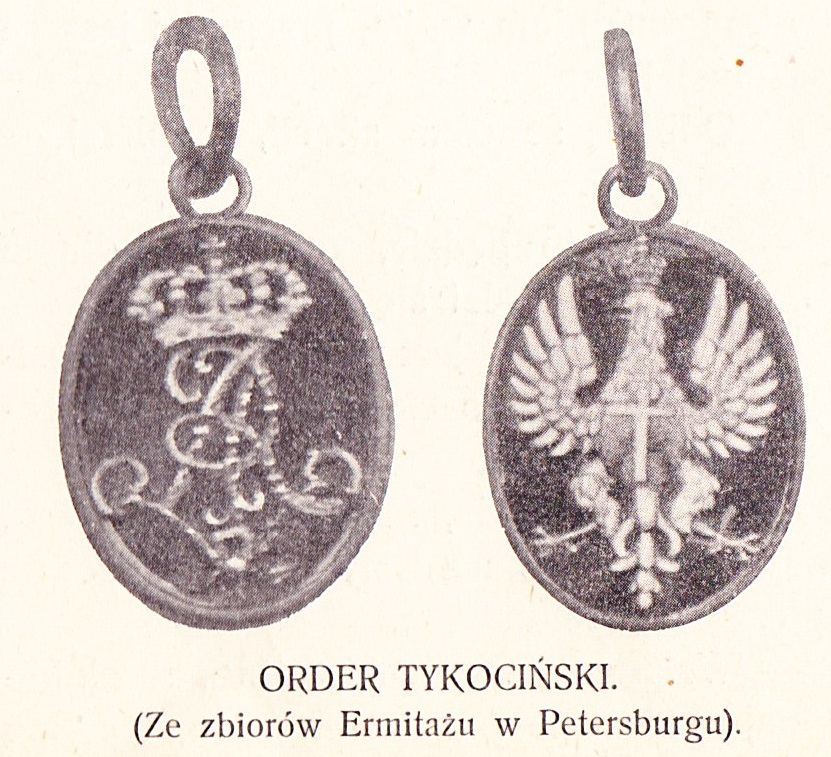
Ordem de Tykocin

- 1414–1425 — o nome Tykocin aparece pela primeira vez em fontes;[7]
- 1424, 5 de abril — ocupação de Tykocin pelo Duque da Mazóvia, Janusz, nomeando Piotr de Gumowo prefeito de Tykocin;
- 1425, 28 de junho — concessão de direitos de cidade, segundo a lei de Chełmno, por Janusz, Duque da Mazóvia;
- 1425 — Tykocin é separada do Ducado da Mazóvia e faz parte do Grão-Ducado da Lituânia;
- 1425, 31 de dezembro — re-concedendo o título de chefe de Tykocin a Piotr de Gumowo, concedendo direitos de cidade de Magdeburgo;
- 1433, 13 de fevereiro — Tykocin e as terras adjacentes são concedidas a Jan Gasztołd, Piotr de Gumów é mantido como chefe da comuna;
- 1458 — após a morte de Jan Gasztołd, Tykocin é herdada por seu filho, Marcin;
- 1483 — Marcin Gasztołd morre, Tykocin passa hereditariamente para o filho de Olbracht Gasztołd;
- 1522 — os primeiros registros de assentamento judaico na cidade, trazendo 10 famílias judias a pedido do voivoda de Vilnius e Trakai, Olbracht Gasztołd para o desenvolvimento do comércio e artesanato[8]
- 1542 — Stanisław Gasztołd (filho de Olbracht) morreu sem filhos, e o rei Sigismundo II Augusto assumiu Tykocin e os bens circundantes, casando-se com Bárbara Radziwiłł;[9]
- 1550 — início da ampliação do castelo real com a tesouraria e a biblioteca;
- 1572 — Łukasz Górnicki, secretário de Sigismundo II Augusto, recebeu o título de starosta de Tykocin;[10]
- 1572, 7 de julho — o rei Sigismundo II Augusto morre em Knyszyn;[11][12]
- 1576 — Estêvão Báthory concede privilégios à cidade de Tykocin;
- 1569 — Tykocin e terras vizinhas são incorporadas à República das Duas Nações;
- 1633 — Ladislau IV Vasa concede privilégios à cidade de Tykocin;
- 1642 — a comunidade judaica ergue uma sinagoga de tijolos no lugar da anterior, de madeira;
- 1655 — em Tykocin, cercado pelas tropas da Confederação de Tykocin, morre o Grande Hetman da Lituânia, Janusz Radziwiłł;
- 1656 — Tykocin e as terras vizinhas retornam à Coroa do Reino da Polônia;
- 1656 — Batalha de Tykocin;
- 1657, 17 de janeiro — os hetmans lituanos Paweł Jan Sapieha e Wincenty Aleksander Gosiewski capturam a cidade, após o cerco o comandante sueco Dieternik Roja se trancou com 500 pessoas, e então explodiu parte do castelo[13]
- 1659 — o rei João II Casimiro Vasa concede Tykocin e todo o presbitério ao Hetman Stefan Czarniecki por seus serviços na guerra com os suecos;
- 1661 — Tykocin foi incluída na constituição do Sejm como propriedade hereditária de Stefan Czarniecki;
- 1703 — Carlos XII com os suecos, conquista a fortaleza de Tykocin, em 1705 veio Pedro, o Grande com o seu exército;[13]
- 1705, 3 de novembro — o rei Augusto II cria a Ordem da Águia Branca em Tykocin, a mais antiga e importante ordem polonesa;[13]
- 1734 — Tykocin é invadida por partidários de Estanislau Leszczyński e seriamente danificada;[14]
- 1795 — a partir daquele ano sob o domínio prussiano;
- 1807 — a partir desse ano no Ducado de Varsóvia;
- 1815 — a partir desse ano na Polônia do Congresso;
- 1831 — Batalha de Tykocin;
- 1935, maio — motins após a morte de Józef Piłsudski;
- 1939–1941 — ocupação soviética;
- 1941–1944 — ocupação alemã;
- 1941 — massacre em Tykocin (extermínio de judeus, que antes da guerra constituíam metade da população da cidade);
- 1950 — perda dos direitos de cidade;
- 1993 — reconquistando os direitos de cidade.

História do assentamento judaico em Tykocin
Os primeiros colonos judeus se estabeleceram nestas terras em 1522. Eram dez famílias judias de Grodno, trazidas a convite de Olbracht Gasztołd para impulsionar o comércio. Em 1576, pela mão de Estêvão Báthory, eles receberam o direito de se estabelecer, confirmado em 1633 por Ladislau IV Vasa. Em 1800, os habitantes de origem judaica constituíam cerca de 70% da população da cidade. Pouco antes da Segunda Guerra Mundial, a parcela da população judaica na população da cidade de 5 000 habitantes era de 50%.
A segunda maior comunidade judaica da Polônia (depois de Cracóvia) estava localizada em Tykocin.
O assentamento de judeus em Tykocin ocorreu no início do século XVI. Olbracht Gasztołd, o governador de Troki, permitiu que 10 judeus de Grodno se estabelecessem em Tykocin “em Kaczorów, atrás da ponte” em 1522. Eles deveriam construir uma escola para si em Ostrów. Foi-lhes atribuída uma praça para um cemitério “a primeira montanha do outro lado do rio”. Eles podiam montar barracas próximas à prefeitura e realizar todo tipo de comércio. Então, em 1536, o mesmo Gasztołd emitiu um novo privilégio em Vilnius, libertando os judeus de qualquer jurisprudência dos tribunais da cidade (“Eles pediram.... para serem julgados e governados por um médico, cujo nome era David, ou seria mais tarde, conforme a lei judaica, e o starosta e os escriturários para não julgá-los em nenhum caso, para não lhes dar seu próprio júri, nem tomassem nenhuma culpa. E se existe alguma lei entre um judeu e um cristão ou entre um cristão e um judeu, então os starostas e o médico devem examiná-la e decidir”). Estêvão Báthory, confirmando seus privilégios em Tykocin em 1576, permitiu-lhes o livre comércio em cidades e aldeias reais, nobres e clericais. Ladislau IV Vasa, ao confirmar os privilégios dos judeus em Cracóvia em 1633, proibiu a afirmação de quaisquer pretensões contra a família de um culpado ou inadimplente. A pedido específico dos judeus de Tykocin, ele confirmou suas liberdades e privilégios em Vilnius, em 1639. Apesar disso, as disputas entre os judeus de Tykocin e a população cristã continuaram. Finalmente, em 1763, foi feito um acordo pelo qual os judeus se comprometeram, em troca da concessão do direito de pastar seus cavalos e de serem isentos do pagamento de taxas municipais, a pagar ao tesouro municipal 120 zlóti por ano em duas parcelas. Dicionário geográfico do Reino da Polônia e outros países eslavos, 1883
No verão de 1941, a população judaica de cerca de 1 400 pessoas foi assassinada nas florestas perto da aldeia de Łopuchowo.

## Monumentos históricos

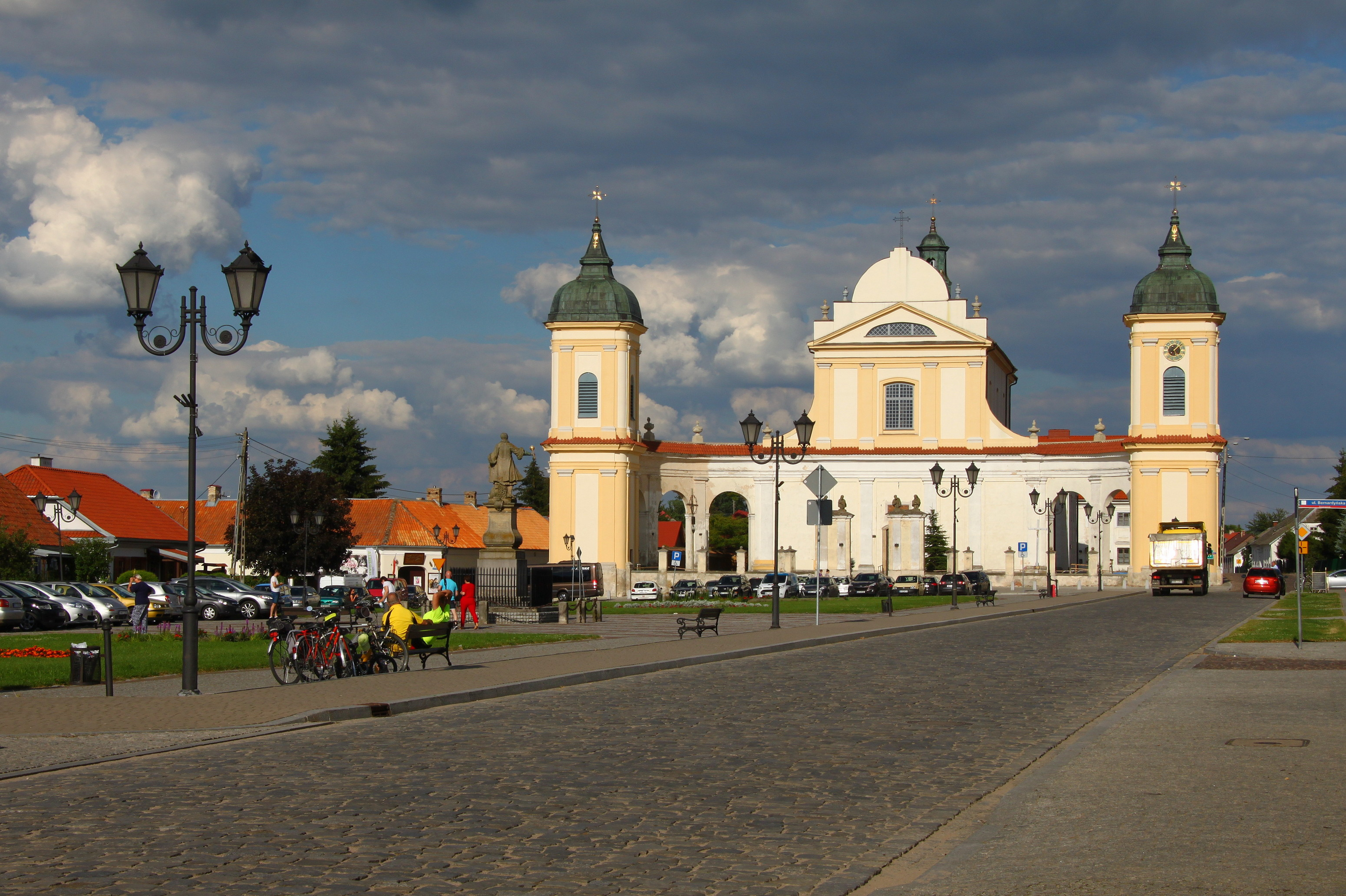
Praça e igreja paroquial de Santíssima Trindade

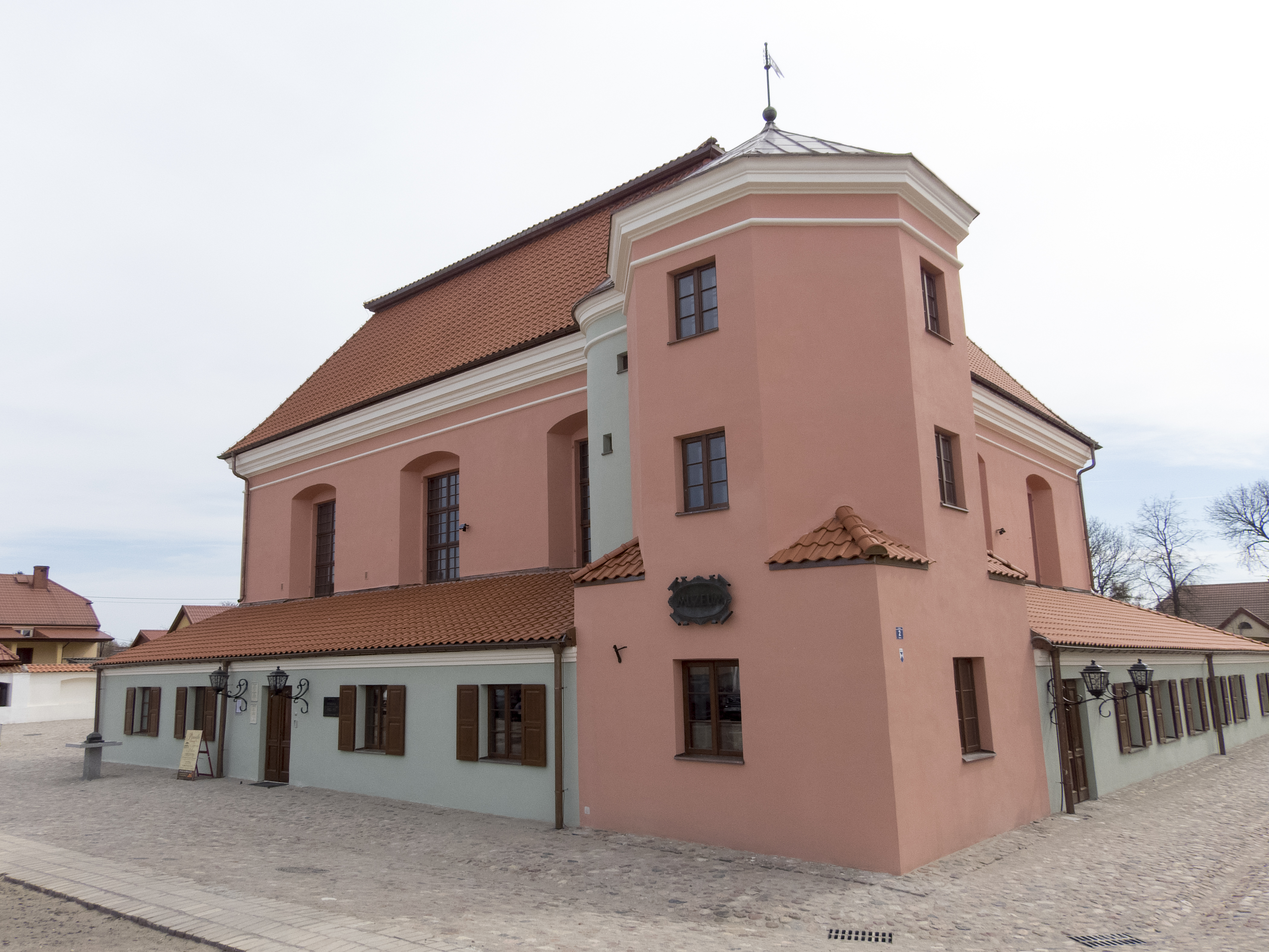
Edifício da Grande Sinagoga, atualmente Museu da Cultura judaica

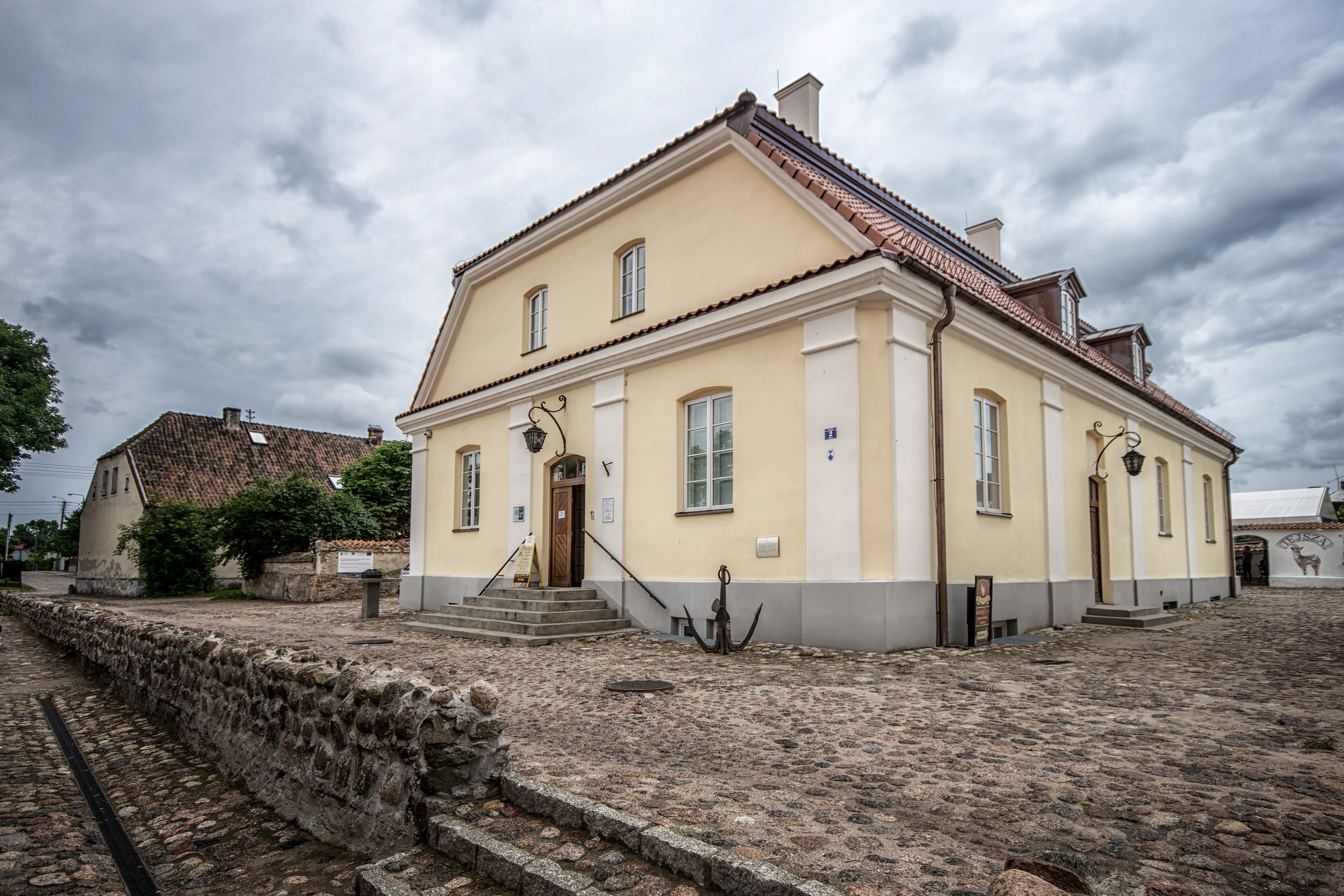
Pequena Sinagoga

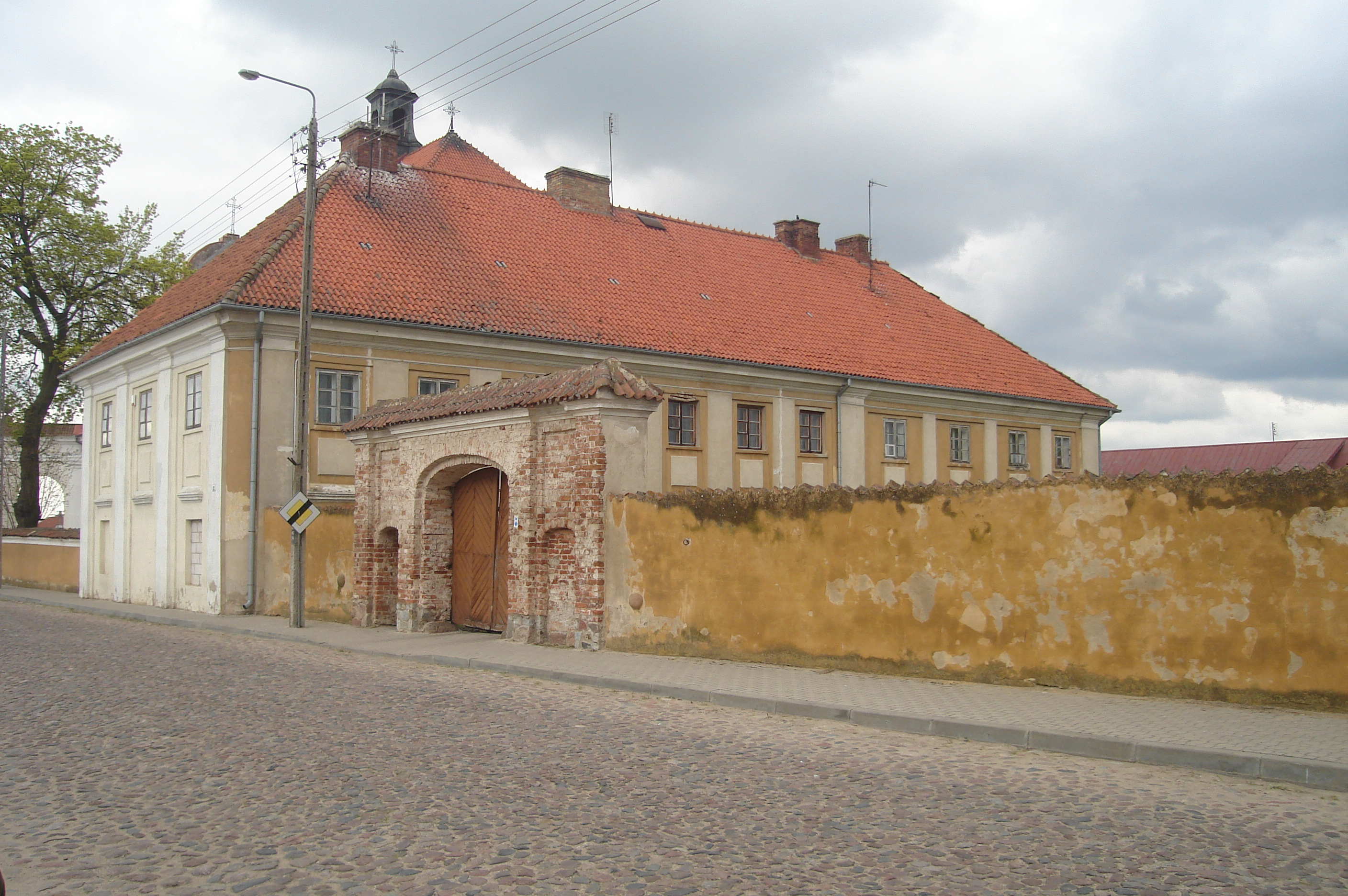
Antigo mosteiro de missionários

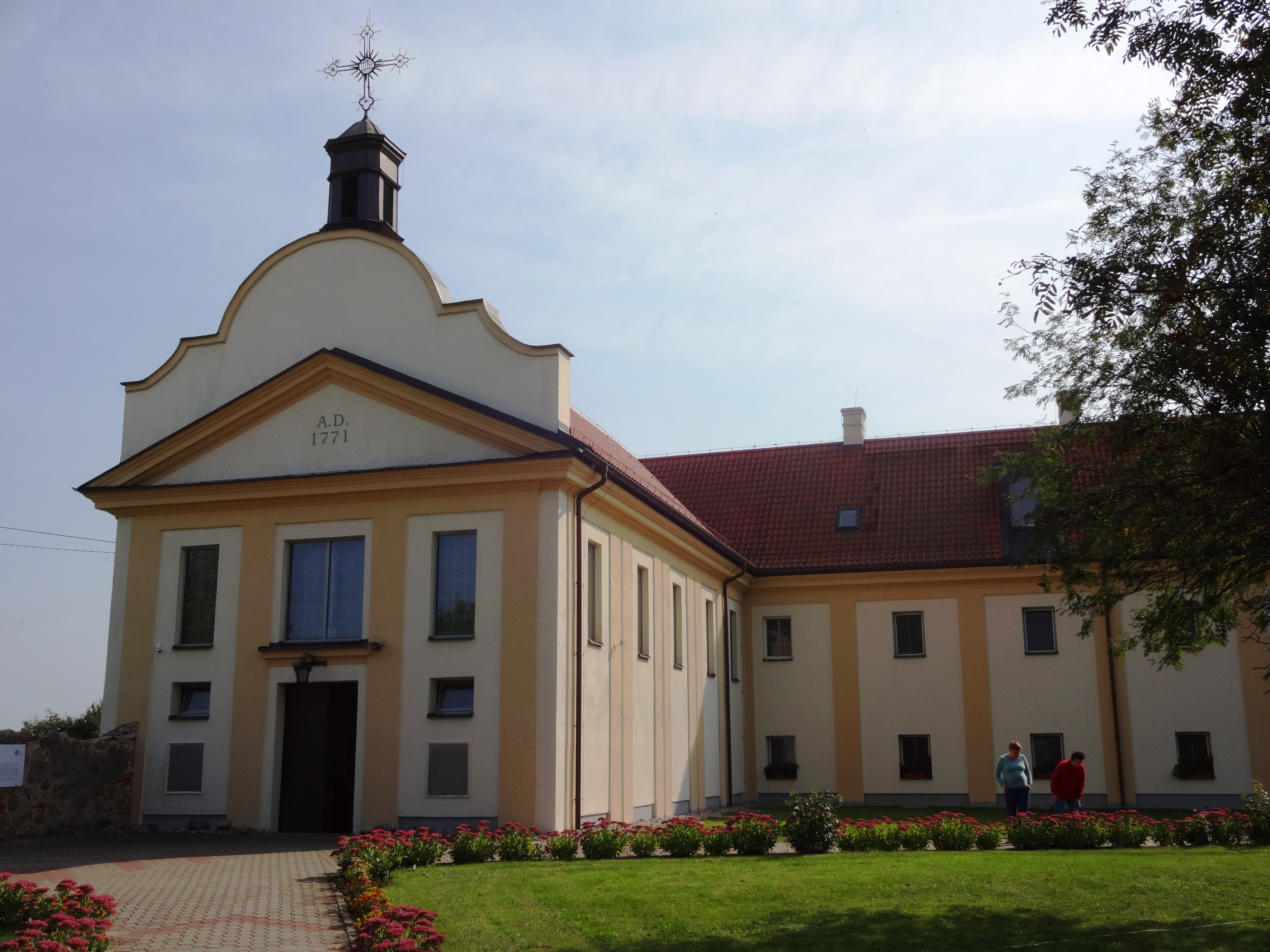
Complexo do mosteiro dos bernardinos

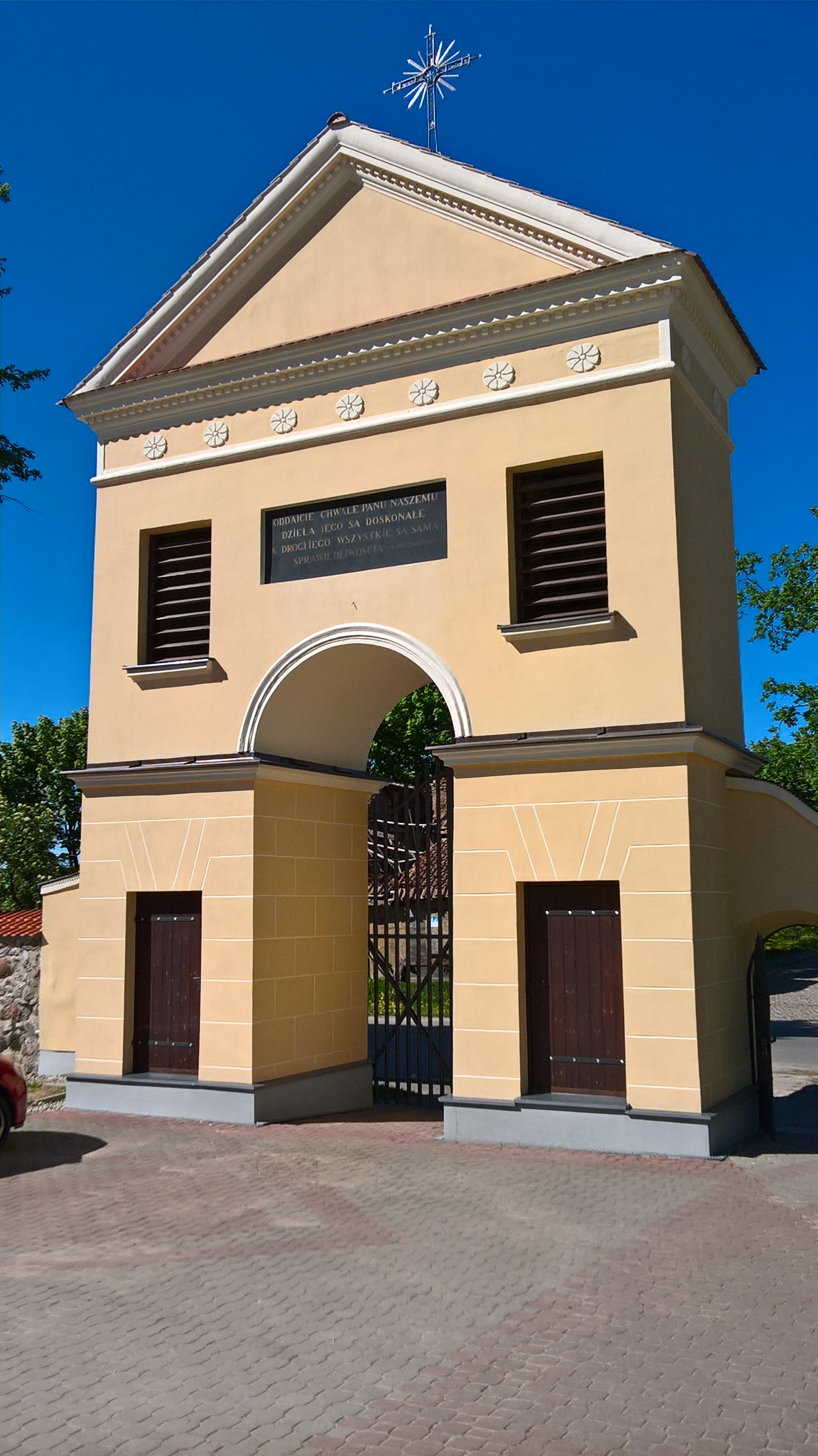
Campanário do portão de 1853 no Complexo do mosteiro bernardino do século XVIII

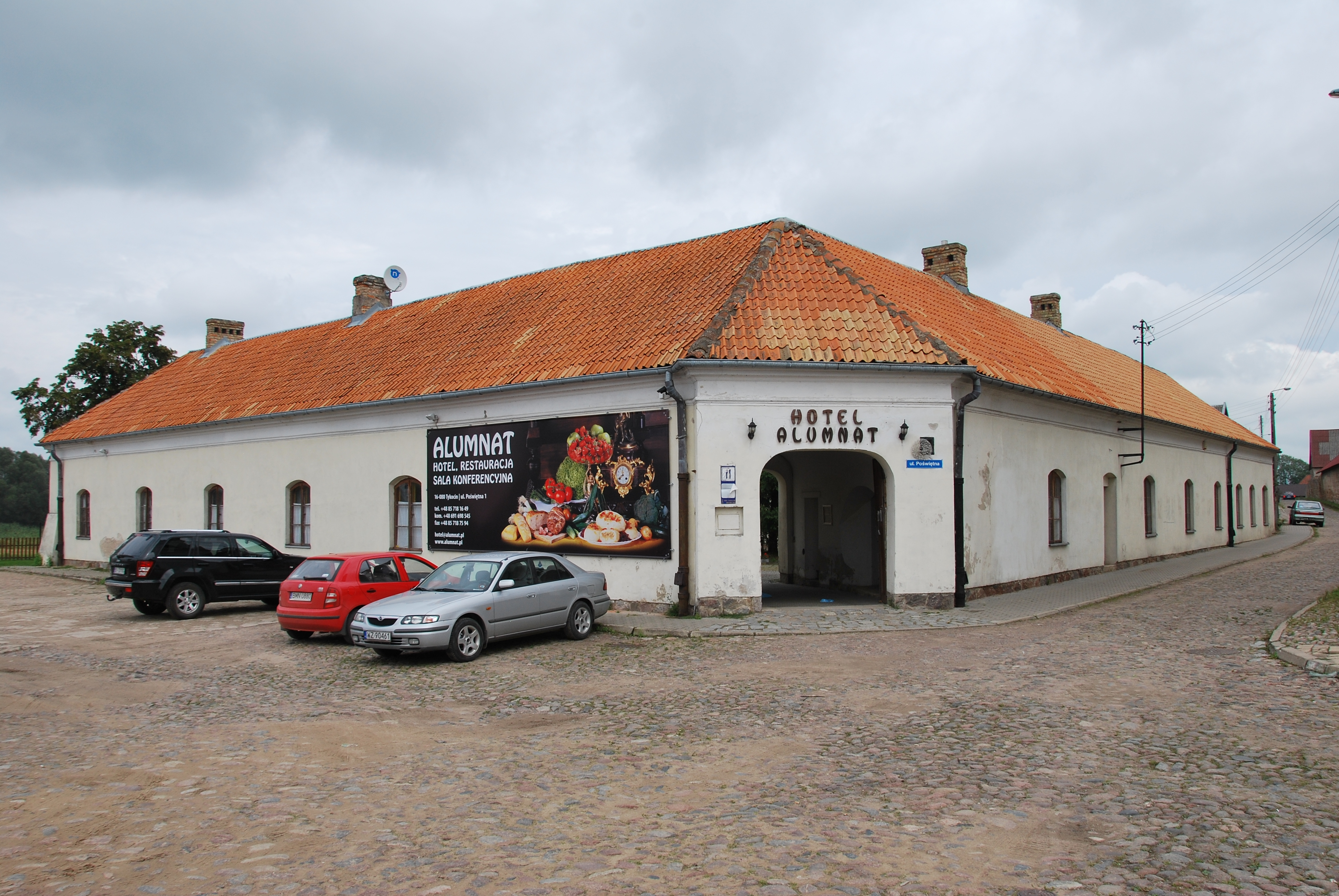
Seminário

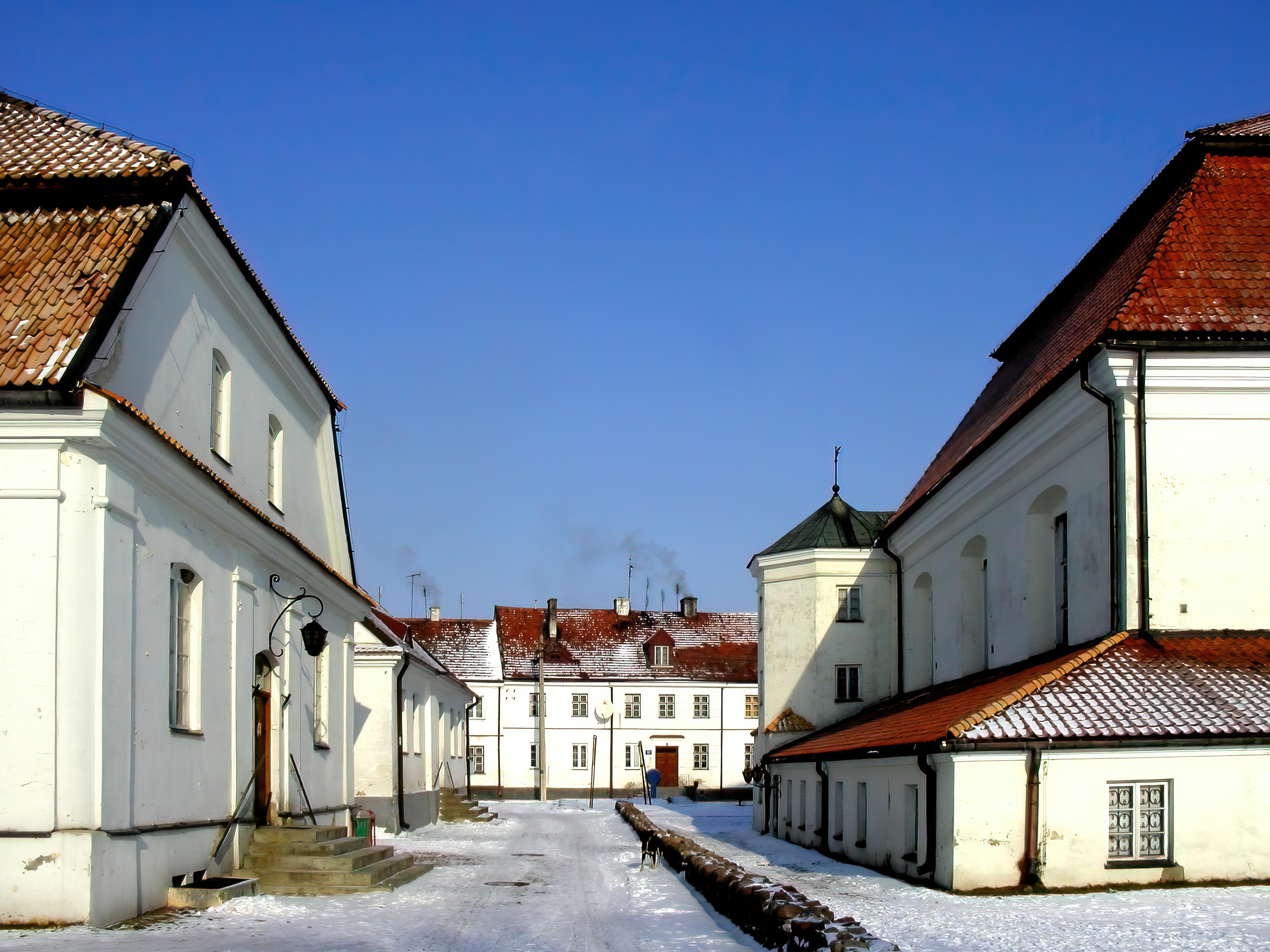
Edifícios históricos perto da Pequena Praça do Mercado

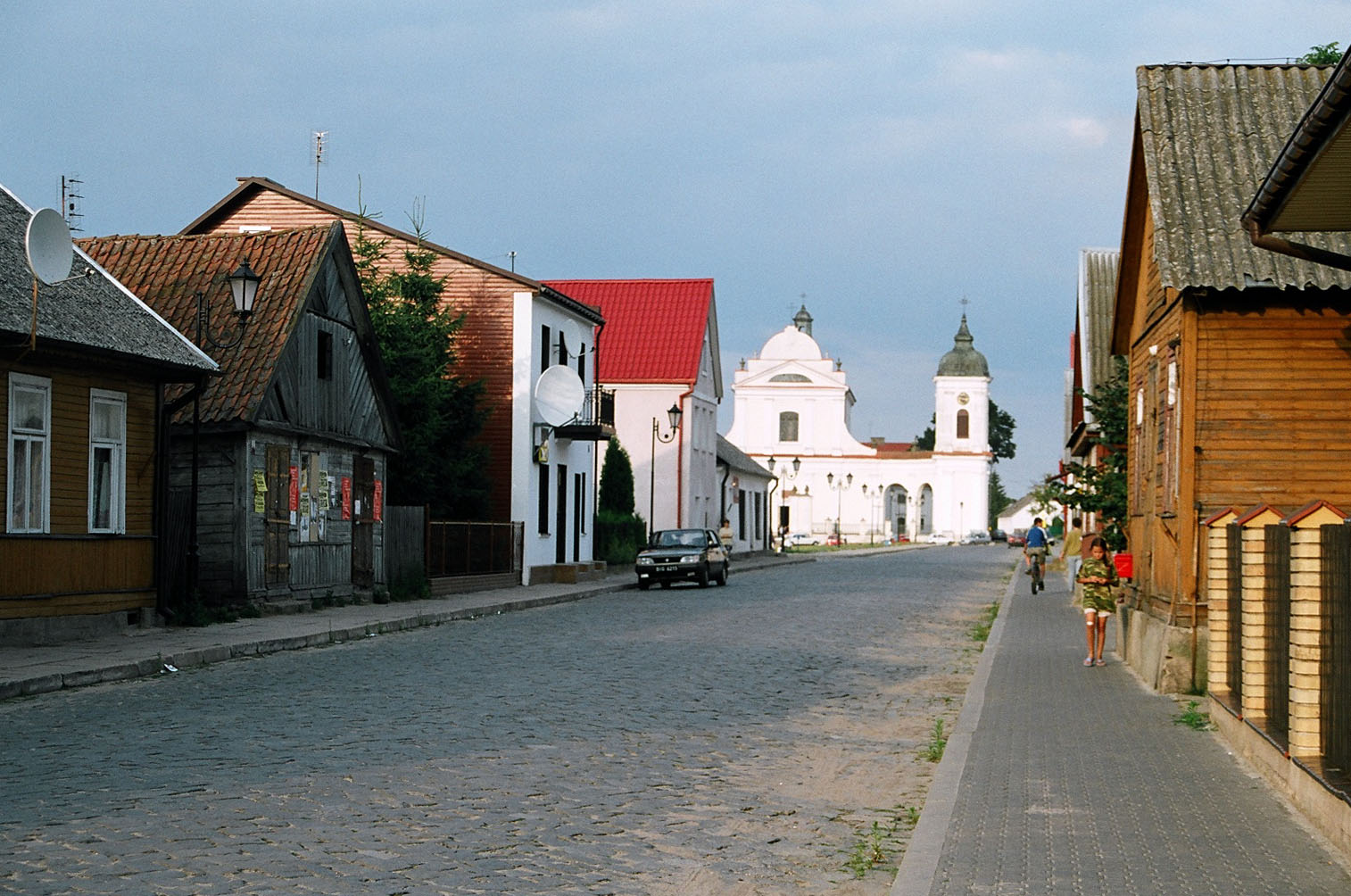
Rua Złota com vista para a Igreja da Santíssima Trindade

Existem mais de 100 edifícios históricos em Tykocin. O complexo urbano mais antigo da Podláquia histórica com o arranjo espacial preservado típico de uma cidade judaica. Um dos maiores centros pré-guerra da cultura judaica na Polônia. Conforme o registro de monumentos do Instituto do Patrimônio Nacional, estão inscritos no registro de monumentos imóveis os seguintes objetos:
- Parte da cidade, dos séculos XV-XVIII;
  - Grande Praça do Mercado — uma vasta praça da época da fundação da cidade, transformada após o incêndio de 1656 em uma composição barroca trapezoidal, rodeada por prédios históricos, ricamente decorados, datados do século XVIII; barracas;
  - Pequena Praça do Mercado, outrora o centro do bairro judeu, localizada perto da sinagoga com fragmentos de um muro arqueado com portões;
- Complexo do mosteiro dos bernardinos, erguido nos anos 1771–1790 por iniciativa de Jan Klemens Branicki, agora uma casa para padres aposentados:[15]
  - Capela de Santa Isabel, 1771–1790, mosteiro, 1771–1790, campanário com cerca, início do século XIX, anexos: casa de morada, muro do século XVIII e celeiro do século XIX, antigo jardim e pátio, segunda metade do século XVIII-XIX;
- Complexo do mosteiro missionário:
  - Igreja paroquial da Santíssima Trindade — uma igreja barroca e um complexo de mosteiro pós-missionário fundado por Jan Klemens Branicki (1742–1749);[16]
  - Antigo mosteiro e seminário, agora reitoria, 1741–1750, celeiro, rua 11 de novembro, 2.º semestre do século XVIII, portão, rua 11 de novembro, 2.º semestre do século XVIII;
- Grande sinagoga, barroca, agora Museu da Cultura judaica, rua Kozia 2, 1642, XVIII/XIX, após 1957;[17]
- Pequena sinagoga — uma casa talmúdica, agora o Museu da Cultura judaica e um restaurante com cozinha judaica, rua Kozia 2, 4.º quartel do século XVIII, depois de 1970;[18]
- Cemitério católico, paroquial, rua Zagumienna, 1795:
  - Capela do cemitério de Nossa Senhora das Dores, 1901–1995, capela do túmulo dos Glogers, 1885, túmulo das “catacumbas”, 1841, muro com portão, 1857, 1895;
- Cemitério judaico, rua Holendry, 1522;[19]
- Ruínas do castelo do rei Sigismundo II Augusto e os restos das fortificações de terra, anteriores a 1469;[20]

Castelo de Tykocin
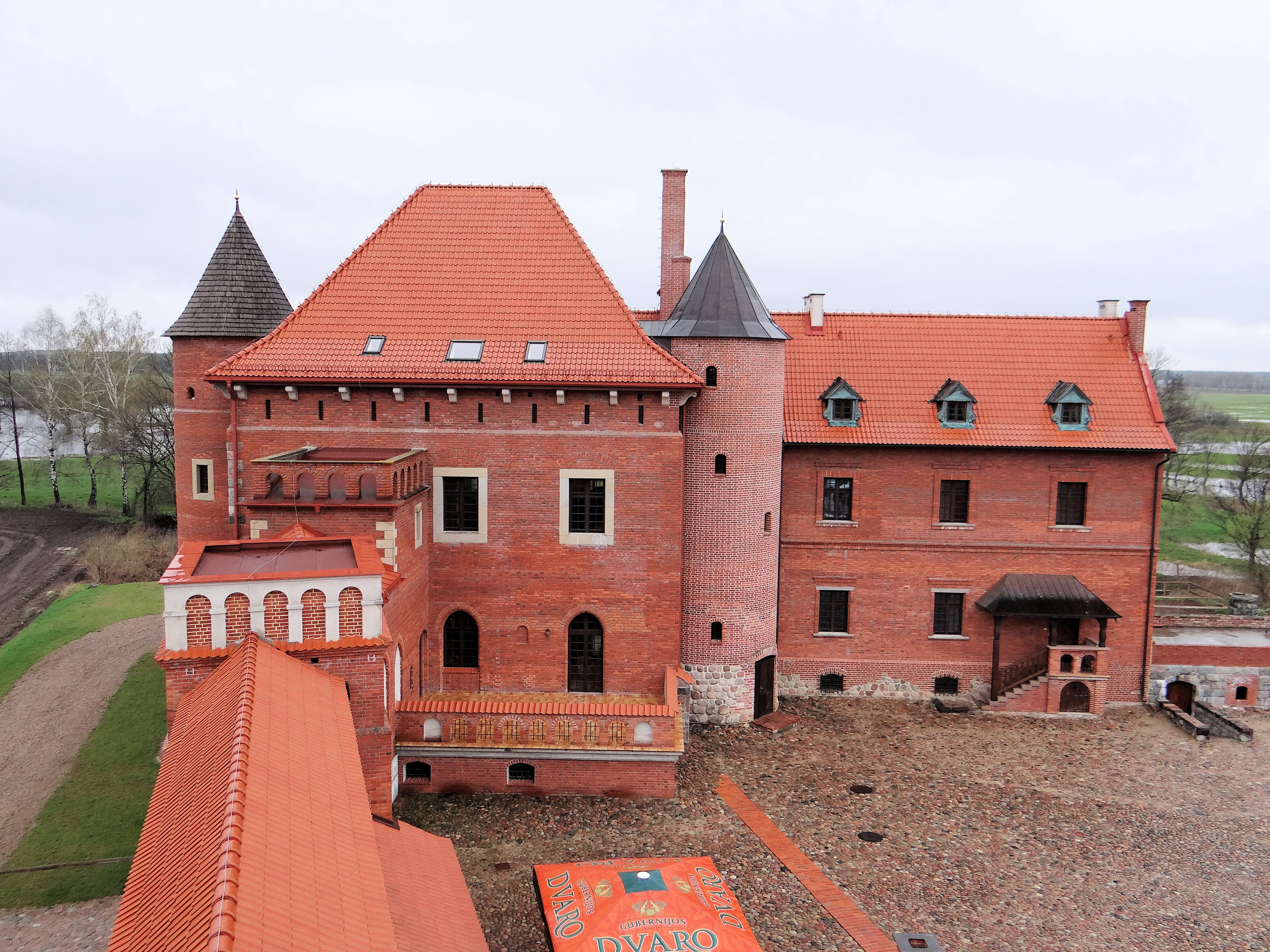
O castelo visto da torre
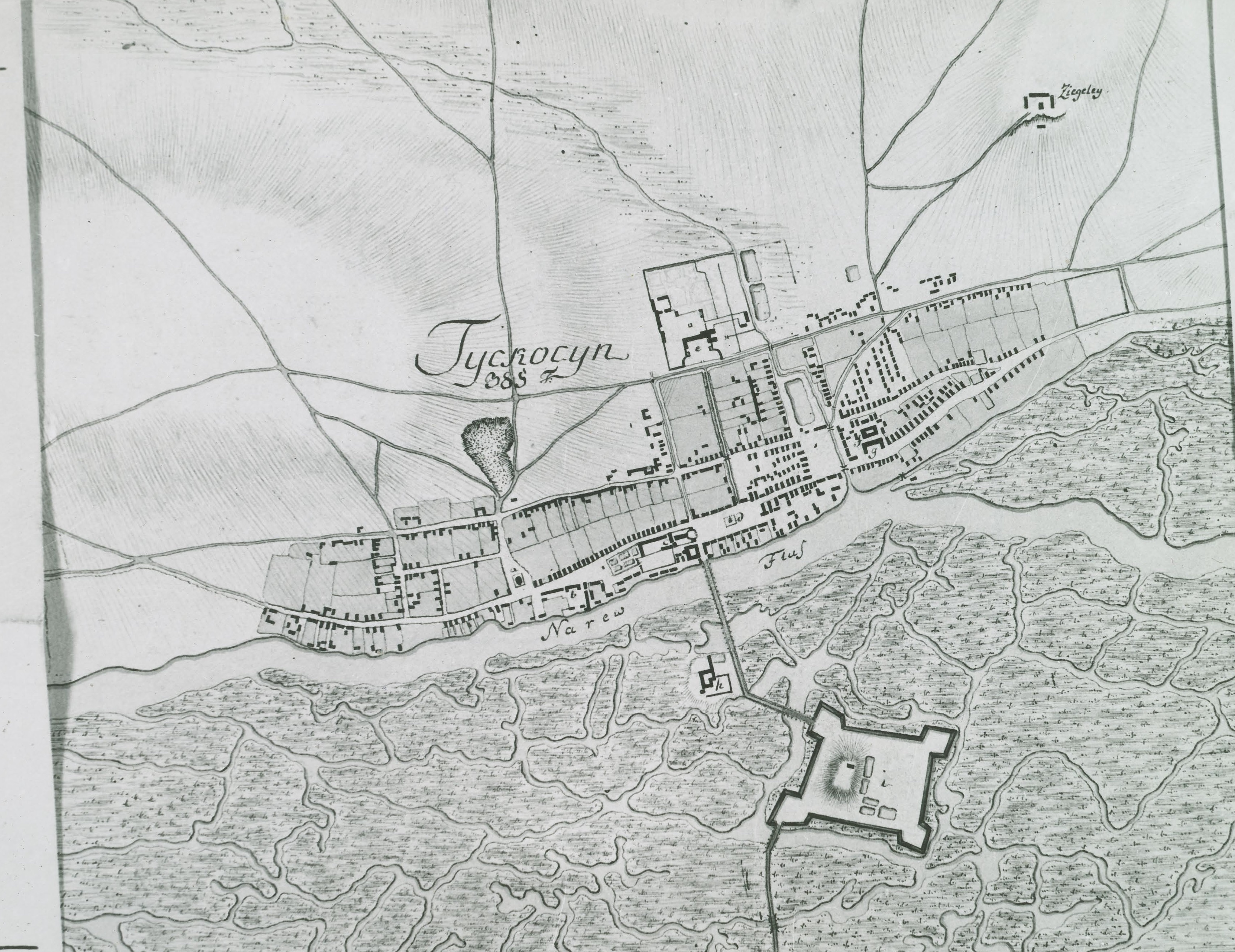
Tykocin com o castelo no mapa (1790)
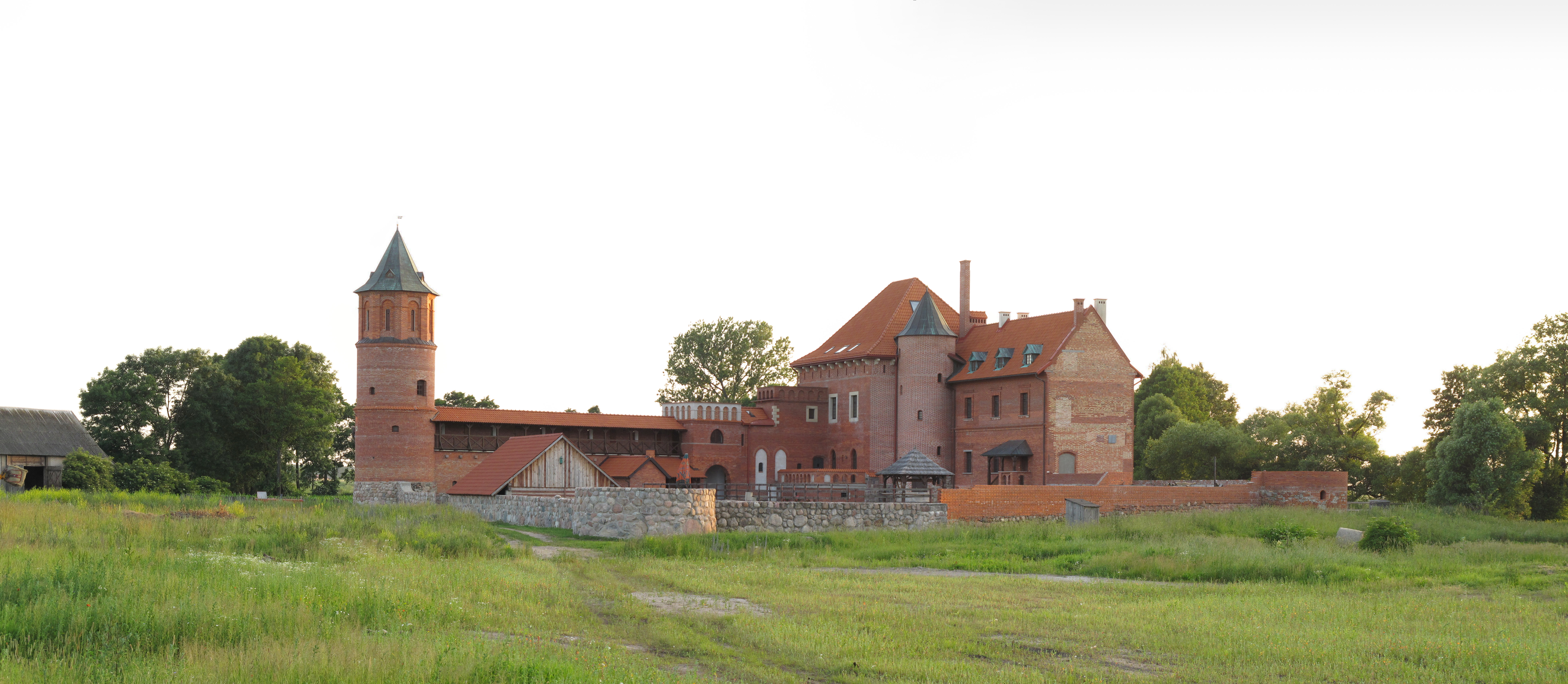
Após a reconstrução parcial

- Seminário militar, a primeira casa na Polônia para soldados-veteranos, de 1634–1638, agora uma casa de turismo, rua Poświętna 1, 1633–1645, meados do século XVIII;[21]
- Casas de madeira, praça Czarnieckiego 2, 6, casa da família Bagieński n.º 10, 12, séculos XVIII/XIX
- Antigo hospital, ruas Jordyka/11 Listopada, de 1755 no canto sudeste da praça do mercado;
- Casas, rua Kaczorowska 5/5a, 7, 9, 1798–1806, séculos XVIII-XIX;
- Casa de madeira com jardim, rua Klasztorna 2, 2.ª metade do século XIX;
- Casa, rua Kozia 1, início do século XIX;
- Casa, rua 11 Listopada 4, primeiro semestre do século XIX;
- Casas de tijolo e madeira, rua 11 Listopada 5, 11, primeiro semestre do século XIX;
- Casa senhorial do administrador, residência econômica, tijolo, erguida em meados do século XVIII por iniciativa de Jan K. Branicki, rua 11 Listopada 8, século XVIII;
- Correios, 11 Listopada 36, após 1815;
- Casas, rua Piłsudskiego 22, 23, 25, 27, 29, 31, 33, 35, dos séculos XVIII-XIX;
- Casas, rua Złota 2, 3, séculos XVIII-XIX;
- Moinho de vento Koźlak, um dos muitos moinhos de vento nestas terras deixados pelos holandeses, rua Klasztorna, 1887;[22]
- Ponte rodoviária sobre o rio Narew, de aço, final do século XX, 1955.
- Monumento de Stefan Czarniecki de 1763 — o monumento secular mais antigo da Polônia depois da coluna comemorativa do nascimento do rei Sigismund I, o Velho, obra do escultor francês Pierre de Coudray, erguido por iniciativa de Jan Klemens Branicki, bisneto de Stefan Czarniecki, uma escultura de dois metros de altura feita de arenito de Szydłowiec, colocada em um pedestal, mostra o hetman em traje de nobre, com uma bulawa dourada na mão erguida. Há inscrições em latim no pedestal com o texto do privilégio de conceder o presbitério de Tykocin a Stefan Czarniecki. O pedestal situado no meio da praça foi exposto em 1994 pela ação de um tornado que arrancou e quebrou as árvores do entorno.[23]

Segundo Zygmunt Gloger, o monumento foi erguido entre 1755 e 1760. Jan Klemens Branicki confiou a sua execução ao melhor escultor que se instalou em Varsóvia na época, o francês Delone.

Monumento a Stefan Czarniecki
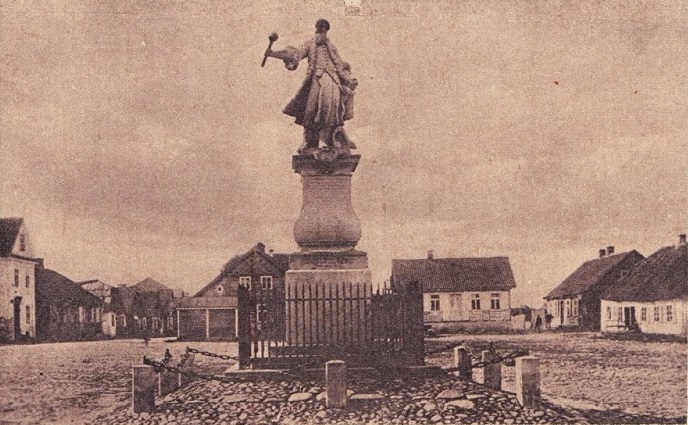
Monumento em 1918
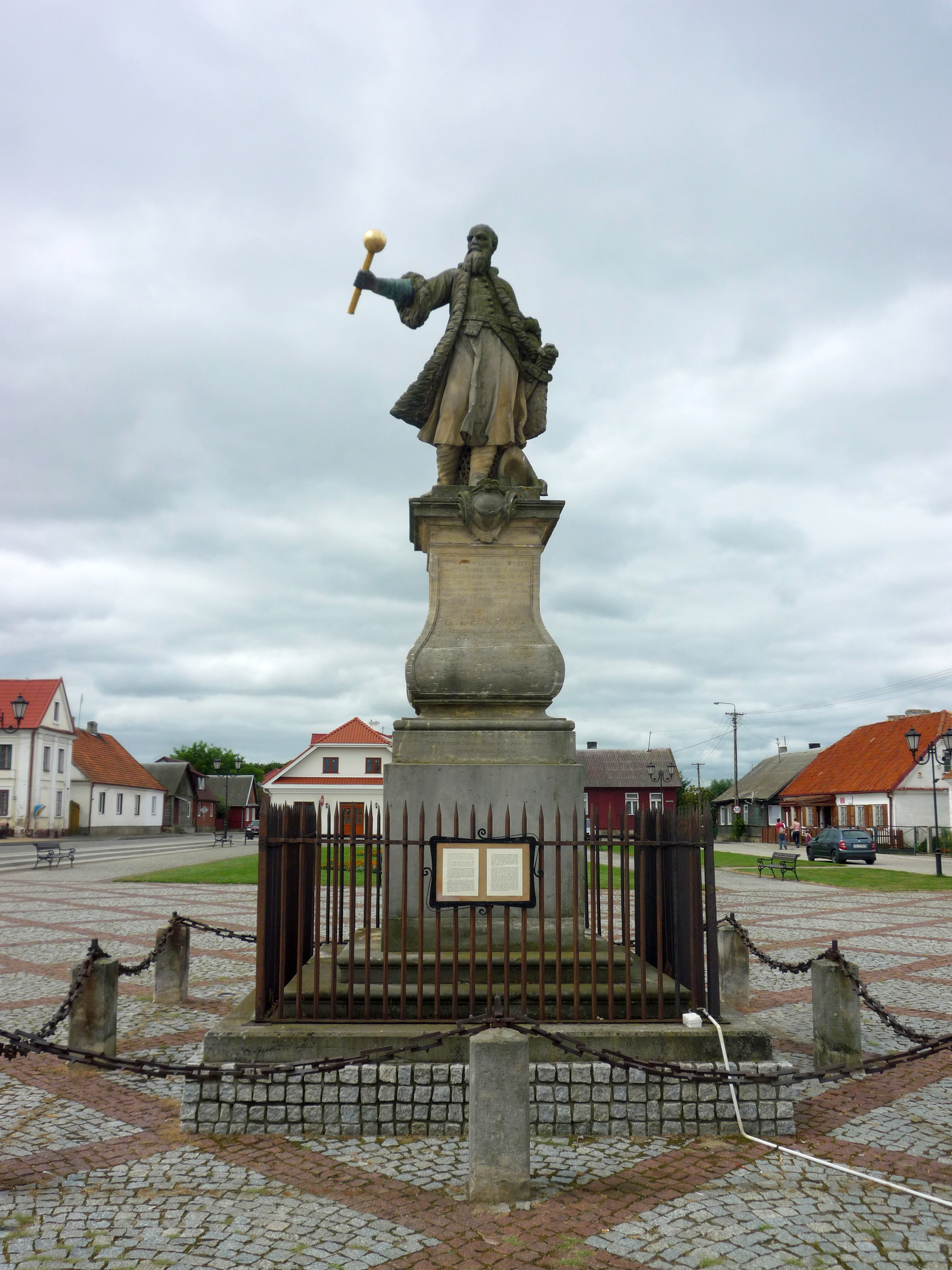
Monumento hoje em dia
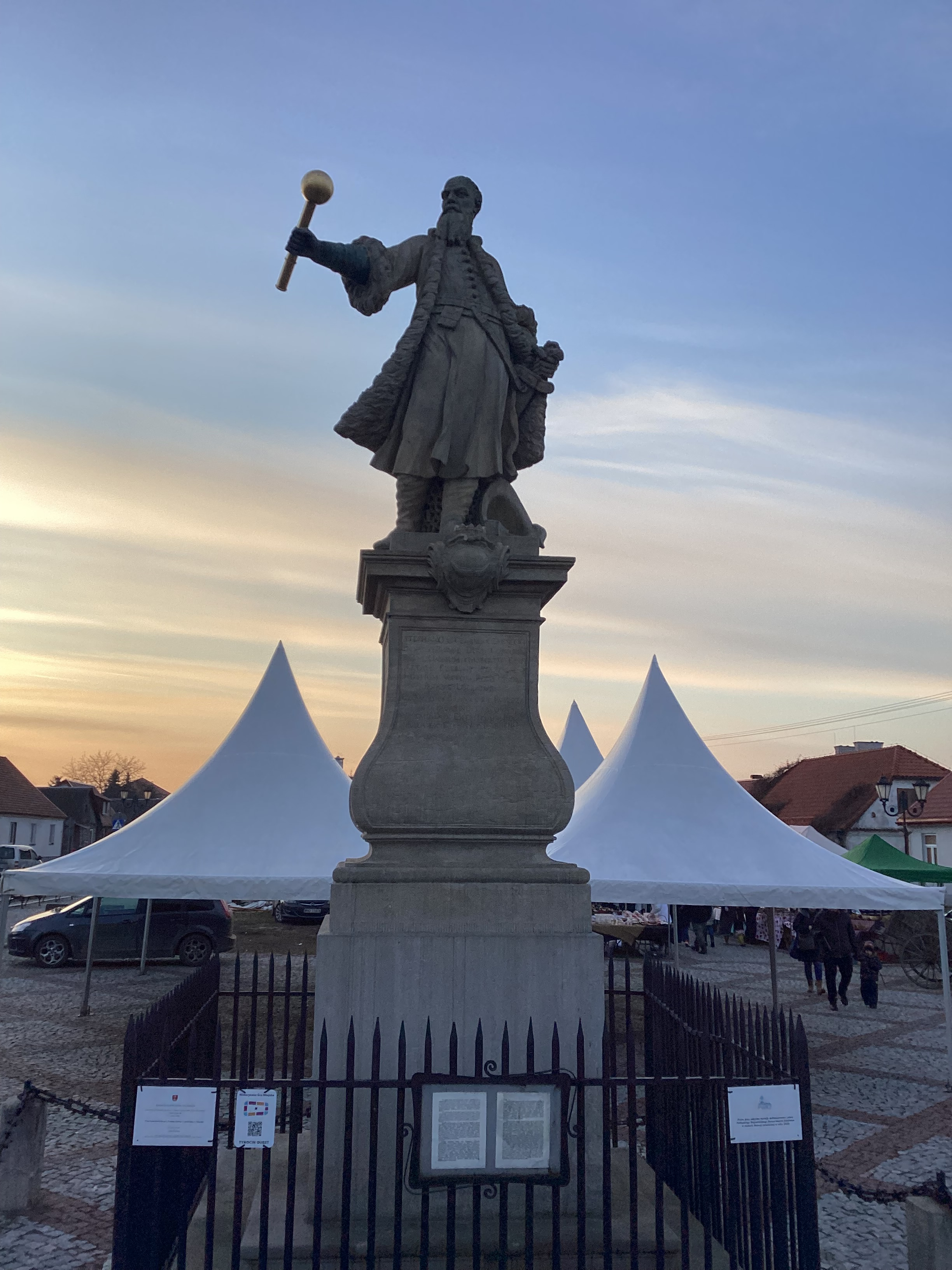
Monumento durante a comemoração dos 600 anos de Tykocin em 8 de fevereiro de 2025

### Monumentos inexistentes
- Antiga sinagoga
- Igreja uniata (greco-católica) de São Nicolau de 1758, barroco, demolida em 1833 e transferida para a aldeia de Sokoły, onde sobreviveu e funciona como uma igreja do cemitério católico da Exaltação da Santa Cruz.

### Monumentos e placas

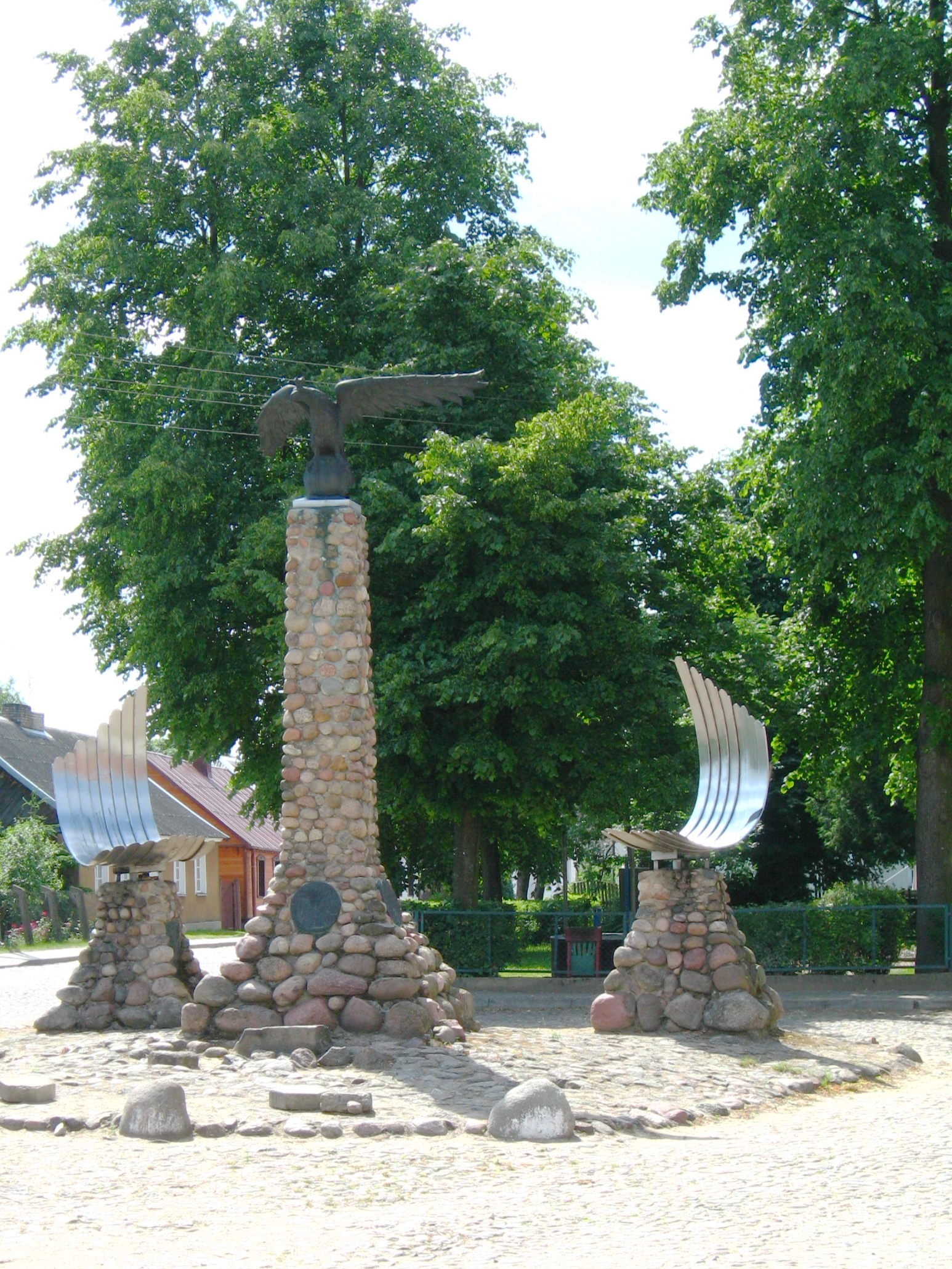
Monumento à Águia Branca (1982)

- Vala comum de judeus de Tykocin na floresta Łopuchowski;
- Monumento à Águia Branca — erguido em 1982 por iniciativa da Sociedade dos Amigos da Região de Tykocin, de fundos sociais, para comemorar a criação da Ordem da Águia Branca em 1705, que ocorreu em Tykocin. O monumento do escultor Jerzy Grygorczuk refere-se a um pedestal de madeira anteriormente erguido aqui em 1919 para comemorar a recuperação da independência. A escultura de bronze, colocada sobre um pedestal alto e retangular, mostra uma águia coroada voando.
- Placa comemorativa de Markus Zamenhof, pai de Ludwik Lejzer Zamenhof, criador da língua internacional Esperanto, nascido em Tykocin;
- Placa com os nomes de 400 judeus de Tykocin assassinados pelos alemães em agosto de 1941 (a placa foi inaugurada em 25 de agosto de 2021).[24]

### Outras instalações e lugares
- Sítio arqueológico chamado “Paredes suecas”;
- Rio Narew, pântanos de Tykocin no vale do Narew, numerosos ninhos de cegonha, reserva florestal Szelągówka nas dunas;
- Vila de Morusy ao norte de Tykocin;
- Mansão em Pętowo com numerosos ninhos de cegonhas, uma torre de observação de cegonhas e uma histórica mansão de madeira da família Toczyłowski;
- Aldeia Kiermusy com reconstrução de uma pousada, uma antiga mansão polonesa e um antiga feira livre polonesa;
- Galeria Tykocin e Casa de Chá — modelado segundo a casa de chá “U Dziwisza” em Kazimierz Dolny, no rio Vístula.

## Demografia
Conforme os dados do Escritório Central de Estatística da Polônia (GUS) de 31 de dezembro de 2024, Tykocin é uma cidade muito pequena com uma população de 1 828 habitantes (34.º lugar na voivodia da Podláquia e 890.º na Polônia), tem uma área de 29,0 km² (10.º lugar na voivodia da Podláquia e 193.º lugar na Polônia) e uma densidade populacional de 63 hab./km² (37.º lugar na voivodia da Podláquia e 992.º lugar na Polônia). Nos anos 2002–2024, o número de habitantes diminuiu 4,9%.
Os habitantes de Tykocin constituem cerca de 1,15% da população do condado de Białystok, constituindo 0,16% da população da voivodia da Podláquia.
| Descrição                         | Total      | Total    | Mulheres   | Mulheres | Homens     | Homens   |
| --------------------------------- | ---------- | -------- | ---------- | -------- | ---------- | -------- |
| unidade                           | habitantes | %        | habitantes | %        | habitantes | %        |
| população                         | 1 828      | 100      | 938        | 51,3     | 890        | 48,7     |
| superfície                        | 29,0 km²   | 29,0 km² | 29,0 km²   | 29,0 km² | 29,0 km²   | 29,0 km² |
| densidade populacional (hab./km²) | 63         | 63       | 32,3       | 32,3     | 30,7       | 30,7     |

A cidade tinha 2 010 habitantes (31 de dezembro de 2012).

## Natureza

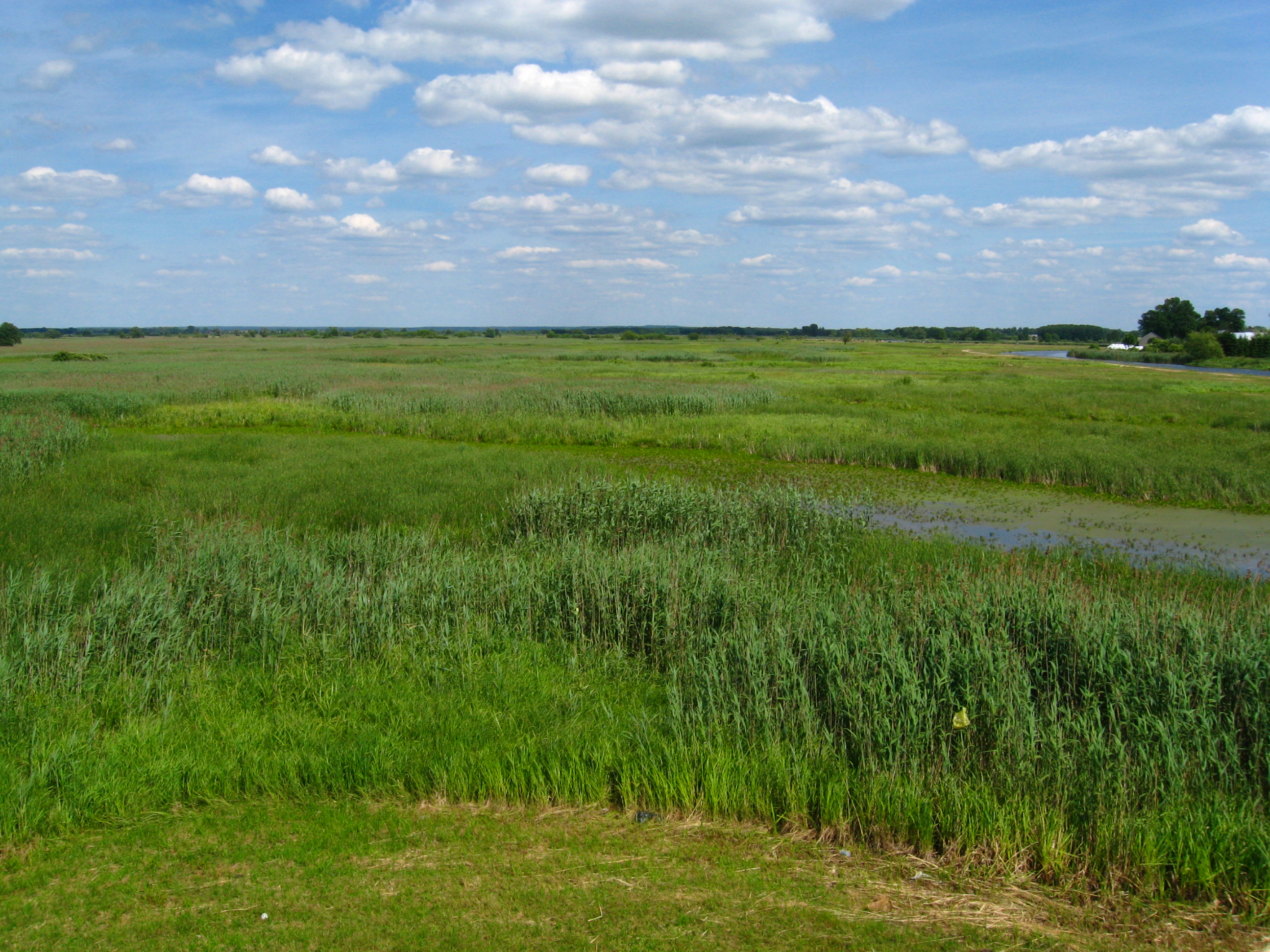
Vale superior do rio Narew

Tykocin está localizada na rota da trilha da cegonha da Podláquia, que vai do Parque Nacional Białowieża através do Parque Nacional Biebrza até o Parque Nacional do Narew. A cidade recebeu o título de Aldeia Europeia da Cegonha. Foi premiada em 2001 pela organização pró-ecológica alemã Euronatur.

### Parques nacionais
- Parque Nacional do Narew[29]
- Parque Nacional do Biebrza[30]
- Floresta Primitiva de Knyszyńska[31]

## Transportes

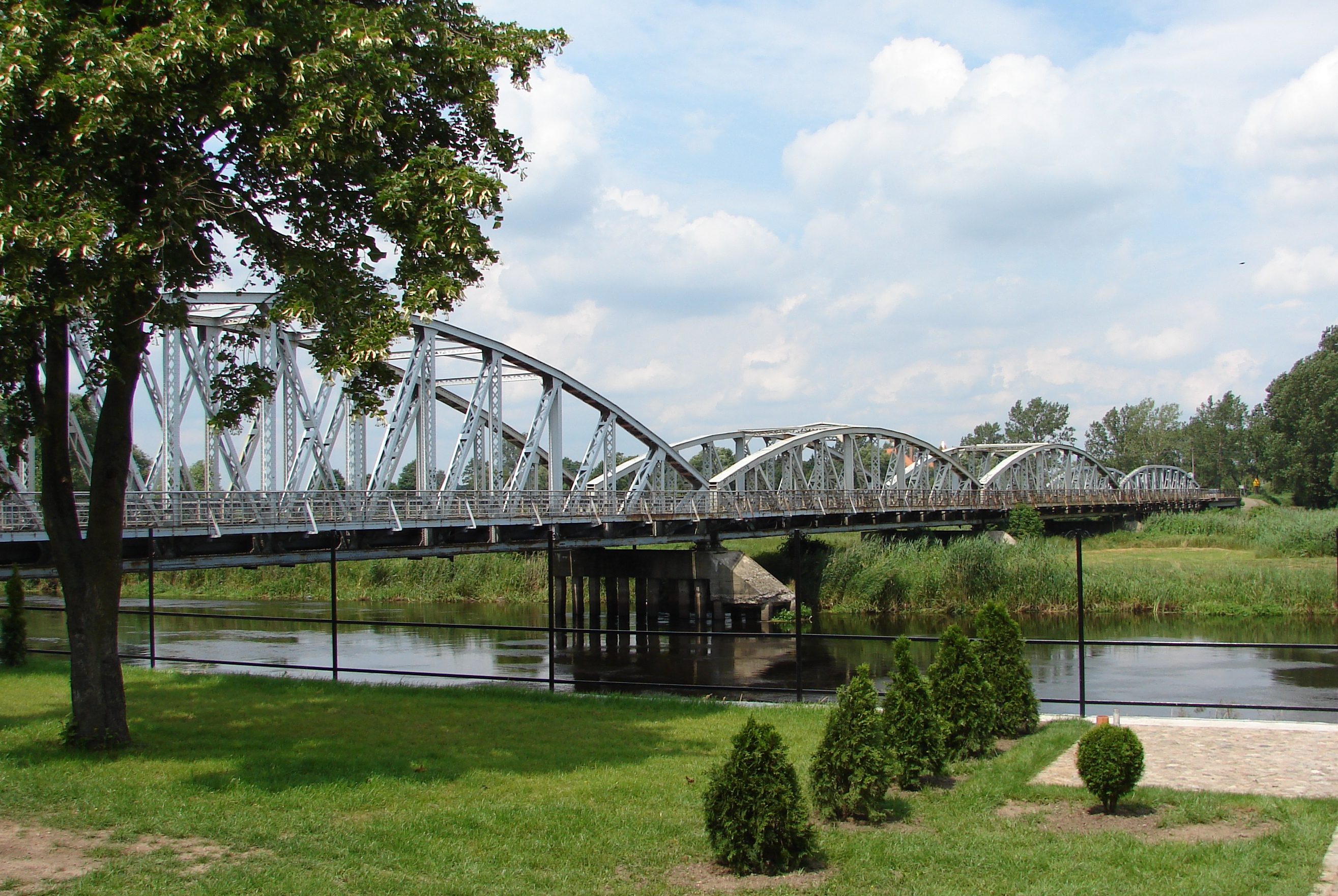
Ponte no rio Narew em Tykocin

### Transporte rodoviário
- A estrada provincial n.º 671 passa por Tykocin, cruzando a via expressa S8 perto de Jeżewo Stare.

### Transporte público
- Há duas linhas de transporte público da PKS para Tykocin e, no passado, havia uma linha de transporte particular - Voyager Trans. Durante o ano letivo, há também 5 linhas que ligam Tykocin às vilas localizadas no município, atualmente operadas pela FASTER sp. z o.o.
- A estação ferroviária mais próxima fica a 17 km de distância, em Knyszyn.

## Cultura

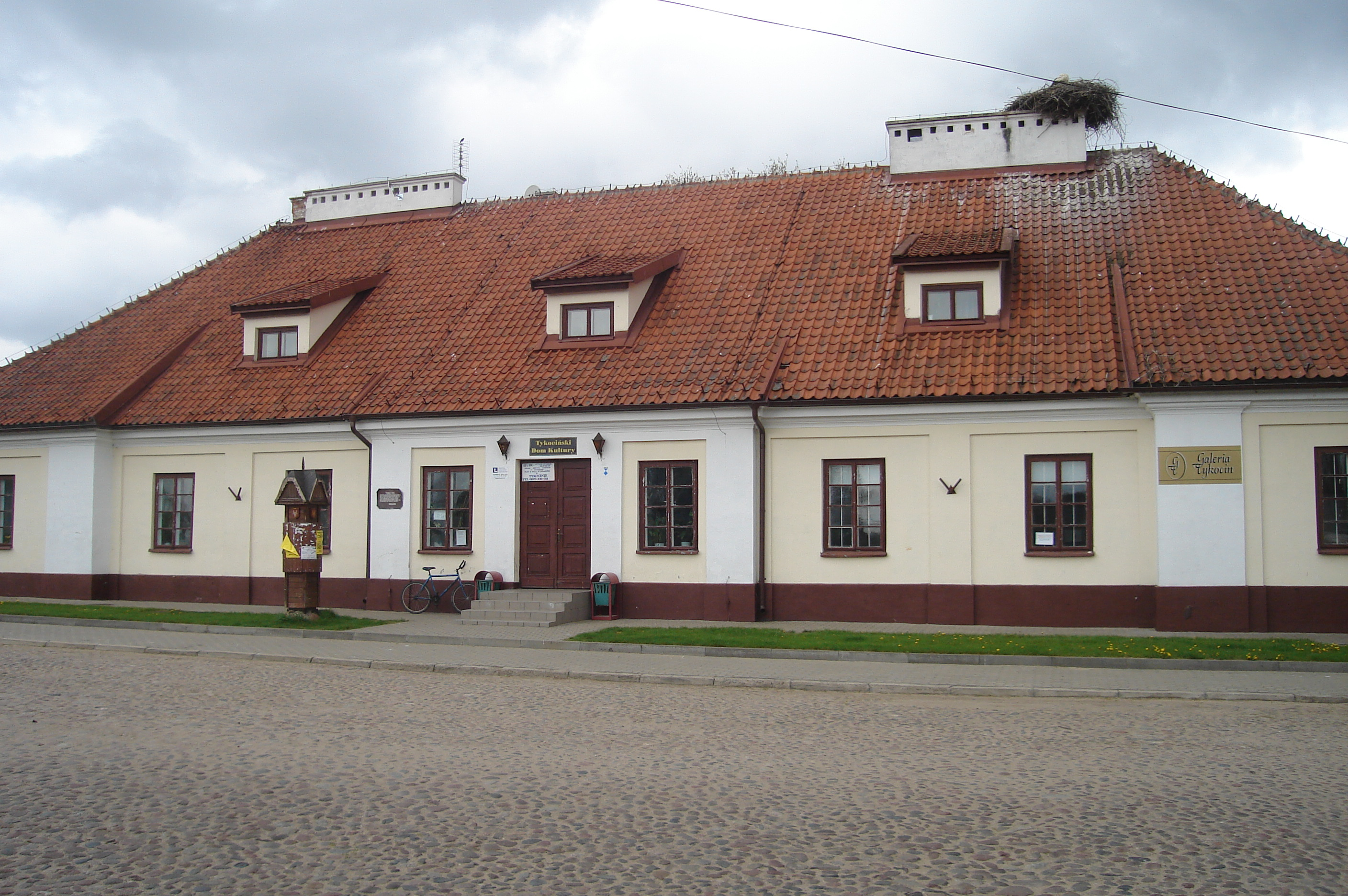
Casa da Cultura

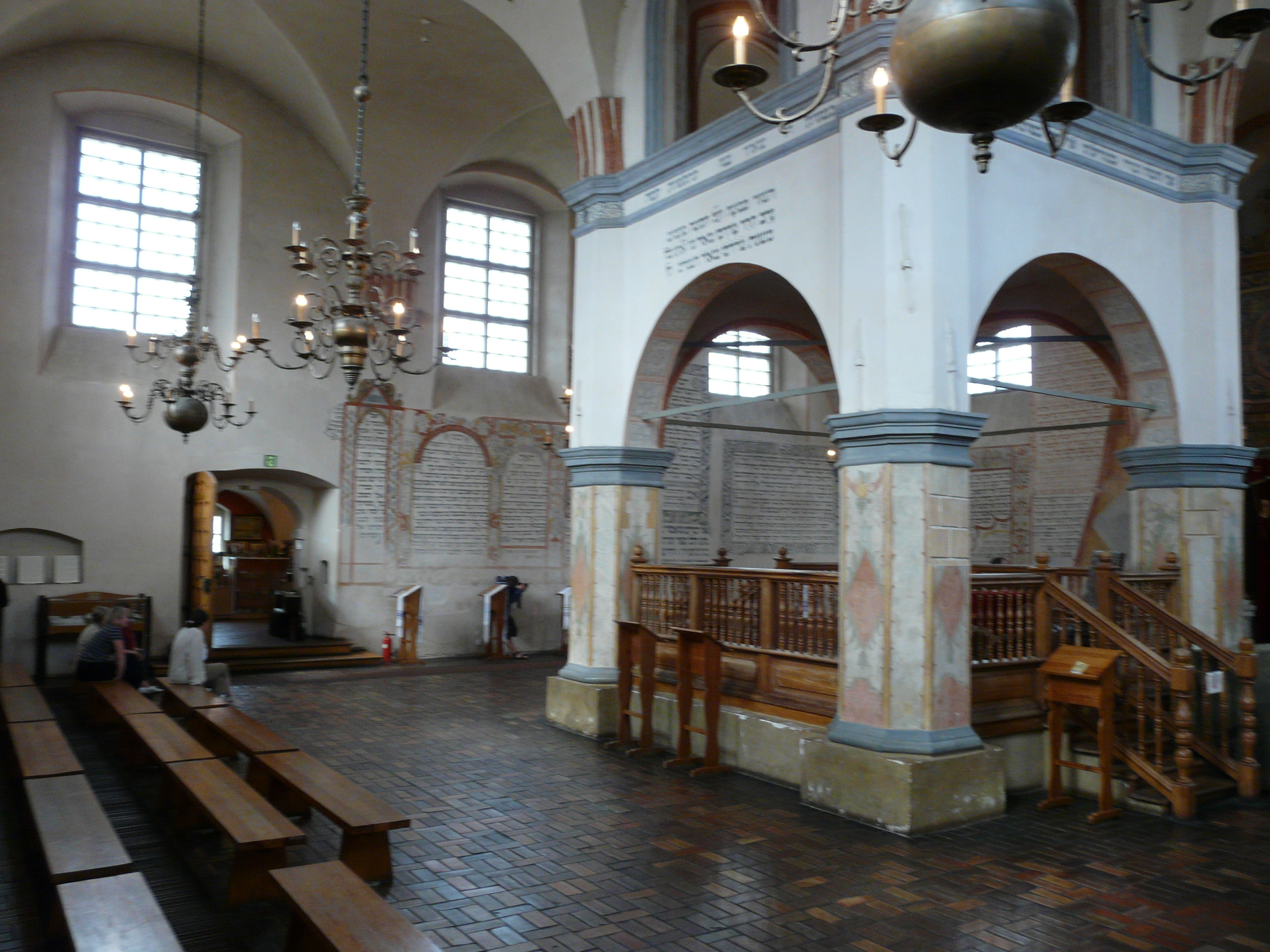
Museu, Sinagoga

A instituição que lida com atividades culturais, históricas, educacionais, turísticas e esportivas é a Port Kultury Tykocin, localizada em um prédio residencial histórico na rua Złota 2.
Há também o Museu de Tykocin, uma filial do Museu da Podláquia em Białystok.
Pela rica história, natureza intocada e estreita relação com a cultura judaica, a cidade é dominada por eventos relacionados a esses temas, em especial feiras históricas, reconstruções de eventos históricos, festas e feriados judaicos e concertos de órgão.
O Teatro Amador de Tykocin opera na cidade. A primeira menção de suas apresentações data de 1914. No período entre guerras, o Teatro Amador Judaico também estava ativo em Tykocin.

### Eventos cíclicos mais importantes
- Conquista de Tykocin — reconstrução da batalha pelo castelo e Tykocin no século XVII;[32]
- Festival Internacional de Filmes da Natureza Irmãos Wagów.
- Festa do Mel de Tykocin.
- Canto Real.
- Jornadas Europeias do Patrimônio seguindo o rastro da Arquitetura em madeira.

## Trilhas turísticas

### Caminhadas
- Trilha Łukasz Górnicki, vai de Tykocin através de Tatary, Piaski, Łazy, Słomianka, Zajki, Łaskowiec e Giełczyn até Strękowa Góra — um total de 39,5 km.[33]
- Trilha Zygmunt Gloger, 48 km: Białystok — Starosielce — Krupniki — Sienkiewicze — Choroszcz — Ruszczany — Rogówek — Rogowo — Pańki — Rzędziany — Leśniki — Sanniki — Tykocin — Łopuchowo — Jeżewo Nowe — Jeżewo Stare.[34]
- Trilha Rainha Bona, 75,5 km: Tykocin — Góra — Krypno — Knyszyn — Kopisk — Czarna Wieś Kościelna — Czarna Białostocka — Woronicze — Kopna Góra.[34]
- Trilha da Cegonha da Podláquia, 210 km: Osowiec-Twierdza — Laskowiec — Tykocin — Kurowo — Waniewo — Bokiny — Baciuty — Suraż — Zawyki — Doktorce — Wojszki — Kaniuki — Puchły — Trześcianka — Soce — Bondary — Narewka — Białowieża.[35]

### Ciclovias
- Circuito de bicicleta ao redor do Parque Nacional do Narew,, 90 km: Choroszcz — Zawady — Baciuty — Dobrowoda — Turośń Dolna — Borowskie Michały — Suraż — Łapy — Płonka Kościelna — Łupianka Stara — Jeńki — Waniewo — Kurowo — Jeżewo Stare — Tykocin — Choroszcz